# Tiemei
Tiemei (abans coneguts com a TMATNB, sigles de The Mourning After The Night Before) és un grup de música electrònica emocional català amb un estil de música que els seus tres membres, Betu Molero, Jan Gin i Marc Minguella, anomenen «electrohangover».

## Discografia
- It's ok (EP, 2020)[3]
- Cheat meal (EP, 2021)
- The mourning after the night before (Primavera Labels, 2024)[4]